# Crama conacului Hagianoff
Crama conacului Hagianoff este un monument istoric situat în satul Manasia, județul Ialomița. Este situat în Str. 3 nr. 160. Clădirea a fost construită în anul 1899. Figurează pe noua listă a monumentelor istorice sub codul LMI: IL-II-m-A-14146.02.